# Fissidens guianensis
Fissidens guianensis är en bladmossart som beskrevs av Montagne 1840. Fissidens guianensis ingår i släktet fickmossor, och familjen Fissidentaceae. Inga underarter finns listade i Catalogue of Life.